# Anthrax villica
Anthrax villica är en tvåvingeart som först beskrevs av Phillippi 1865.  Anthrax villica ingår i släktet Anthrax och familjen svävflugor. Inga underarter finns listade i Catalogue of Life.